# Partido Social Democrata da Suíça
Partido Social Democrata da Suíça (em francês: Parti Socialiste Suisse, PS; em italiano: Partito Socialista Svizzero, PS; em romanche: Partida Socialdemocratica da la Svizra, PS; em alemão: Sozialdemokratische Partei der Schweiz, SP) é um partido político fundado em 1888, que é denominado social-democrata. O partido foi criado para assegurar o trabalho de diversas associações de defesa dos interesses da classe operária. A sigla do partido é o PS. Hoje o PS é contra a energia nuclear e apoia a energia solar, é contra a xenofobia.
O PS deriva seu nome da reivindicação de uma orientação política de esquerda atrás, e tem como objetivo a derrubada do capitalismo por meio do socialismo democrático. Hoje, com Simonetta Sommaruga e Alain Berset, o SP tem dois membros no Conselho Federal (2014), tornando-se um dos cinco partidos governistas. Ela é membro da Internacional Socialista e membro associado do Partido Socialista Europeu. Desde março de 2008 Christian Levrat é o seu presidente.

## História
Especialmente em Genebra, mas também em Zurique e Berna surgiram no início dos anos cinquenta os primeiros "seções" sociais e democráticas. A princípio, o partido era dominado por radicais socialistas. O partido praticava uma fundamental oposição ao governo, culminando com uma greve geral, em 1918. Em 1919, graças à adoção do voto proporcional, o partido conseguiu eleger um número maior de deputados : de 20, passou para 41 representantes. Nesse mesmo período, a partido opta por uma linha mais reformista e, dessa maneira, separa-se  dos seus afiliados comunistas. Em 1943, tornou-se  a primeira força política do país, o que lhe possibilita o acesso ao governo.
Após um período de retrocesso, o partido se torna o mais forte partido nacional em 1995. Atualmente disputa com a União Democrática do Centro, que ocupa o primeiro lugar desde 2003. Nas eleições de 2007, o PS perdeu terreno por causa da progressão dos ecologistas. Obteve 19% dos votos e continua sendo o segundo partido, apenas atrás da UDC, com 43 deputados federais.

## Resultados Eleitorais

### Eleições legislativas
| Data | CI. | Votos   | %            | +/-  | Conselho dos Estados | +/-     | Conselho Nacional | +/-     |
| ---- | --- | ------- | ------------ | ---- | -------------------- | ------- | ----------------- | ------- |
| 1890 | 5.º | N/A     | 3,6 / 100,0  |      | 1 / 44               |         | 1 / 147           |         |
| 1893 | 5.º | N/A     | 5,9 / 100,0  | 2,3  | 1 / 44               | Estável | 1 / 147           | Estável |
| 1896 | 4.º | 25 304  | 6,8 / 100,0  | 0,9  | 0 / 44               | 1       | 1 / 147           | Estável |
| 1899 | 4.º | 35 488  | 9,6 / 100,0  | 2,8  | 0 / 44               | Estável | 4 / 147           | 3       |
| 1902 | 3.º | 51 338  | 12,6 / 100,0 | 3,0  | 0 / 44               | Estável | 7 / 167           | 3       |
| 1905 | 3.º | 60 308  | 14,7 / 100,0 | 2,1  | 0 / 44               | Estável | 2 / 167           | 5       |
| 1908 | 3.º | 70 003  | 17,6 / 100,0 | 2,9  | 0 / 44               | Estável | 7 / 167           | 5       |
| 1911 | 2.º | 80 050  | 20,0 / 100,0 | 2,4  | 1 / 44               | 1       | 15 / 189          | 8       |
| 1914 | 3.º | 34 204  | 10,1 / 100,0 | 9,9  | 1 / 44               | Estável | 19 / 189          | 4       |
| 1917 | 2.º | 158 450 | 30,8 / 100,0 | 20,7 | 1 / 44               | Estável | 22 / 189          | 3       |
| 1919 | 2.º | 175 292 | 23,5 / 100,0 | 7,3  | 0 / 44               | 1       | 41 / 189          | 19      |
| 1922 | 2.º | 170 974 | 23,3 / 100,0 | 0,2  | 1 / 44               | 1       | 43 / 198          | 2       |
| 1925 | 2.º | 192 208 | 25,8 / 100,0 | 2,5  | 2 / 44               | 1       | 49 / 198          | 6       |
| 1928 | 1.º | 220 141 | 27,4 / 100,0 | 1,6  | 0 / 44               | 2       | 50 / 198          | 1       |
| 1931 | 1.º | 247 946 | 28,7 / 100,0 | 1,3  | 2 / 44               | 2       | 49 / 187          | 1       |
| 1935 | 1.º | 255 843 | 28,0 / 100,0 | 0,7  | 3 / 44               | 1       | 50 / 187          | 1       |
| 1939 | 1.º | 160 377 | 25,9 / 100,0 | 2,1  | 3 / 44               | Estável | 45 / 187          | 5       |
| 1943 | 1.º | 251 576 | 28,6 / 100,0 | 2,7  | 5 / 44               | 2       | 56 / 194          | 11      |
| 1947 | 1.º | 251 625 | 26,2 / 100,0 | 2,6  | 5 / 44               | Estável | 48 / 194          | 8       |
| 1951 | 1.º | 249 857 | 26,0 / 100,0 | 0,2  | 4 / 44               | 1       | 49 / 196          | 1       |
| 1955 | 1.º | 263 664 | 27,0 / 100,0 | 1,0  | 5 / 44               | 1       | 53 / 196          | 4       |
| 1959 | 1.º | 259 139 | 26,4 / 100,0 | 0,6  | 4 / 44               | 1       | 51 / 196          | 2       |
| 1963 | 1.º | 256 063 | 26,6 / 100,0 | 0,2  | 3 / 44               | 1       | 53 / 200          | 2       |
| 1967 | 1.º | 233 873 | 23,5 / 100,0 | 3,1  | 2 / 44               | 1       | 50 / 200          | 3       |
| 1971 | 1.º | 456 233 | 22,9 / 100,0 | 0,6  | 4 / 44               | 2       | 46 / 200          | 4       |
| 1975 | 1.º | 480 396 | 24,9 / 100,0 | 2,0  | 5 / 44               | 1       | 55 / 200          | 9       |
| 1979 | 1.º | 447 990 | 24,4 / 100,0 | 0,5  | 9 / 44               | 4       | 51 / 200          | 4       |
| 1983 | 2.º | 447 634 | 22,8 / 100,0 | 1,6  | 6 / 46               | 3       | 47 / 200          | 4       |
| 1987 | 3.º | 356 266 | 18,4 / 100,0 | 4,4  | 5 / 46               | 1       | 41 / 200          | 6       |
| 1991 | 2.º | 377 968 | 18,5 / 100,0 | 0,1  | 3 / 46               | 2       | 41 / 200          | Estável |
| 1995 | 1.º | 415 226 | 21,8 / 100,0 | 3,3  | 5 / 46               | 2       | 54 / 200          | 13      |
| 1999 | 2.º | 438 560 | 22,5 / 100,0 | 0,7  | 6 / 46               | 1       | 51 / 200          | 3       |
| 2003 | 2.º | 490 385 | 23,3 / 100,0 | 0,8  | 9 / 46               | 3       | 52 / 200          | 1       |
| 2007 | 2.º | 451 916 | 19,5 / 100,0 | 3,8  | 9 / 46               | Estável | 43 / 200          | 9       |
| 2011 | 2.º | 457 317 | 18,7 / 100,0 | 0,8  | 11 / 46              | 2       | 46 / 200          | 3       |
| 2015 | 2.º | 475 071 | 18,8 / 100,0 | 0,1  | 12 / 46              | 1       | 43 / 200          | 3       |
| 2019 | 2.º | 408 128 | 16,8 / 100,0 | 2,0  | 9 / 46               | 3       | 39 / 200          | 4       |
| 2023 | 2.º | 466 714 | 18,3 / 100,0 | 1,5  | 9 / 46               | Estável | 41 / 200          | 2       |

### Eleições para o Conselho Federal
| Data | Conselheiros Federais | +/-     |
| ---- | --------------------- | ------- |
| 1890 | 0 / 7                 |         |
| 1891 | 0 / 7                 | Estável |
| 1892 | 0 / 7                 | Estável |
| 1893 | 0 / 7                 | Estável |
| 1895 | 0 / 7                 | Estável |
| 1896 | 0 / 7                 | Estável |
| 1897 | 0 / 7                 | Estável |
| 1899 | 0 / 7                 | Estável |
| 1902 | 0 / 7                 | Estável |
| 1905 | 0 / 7                 | Estável |
| 1908 | 0 / 7                 | Estável |
| 1911 | 0 / 7                 | Estável |
| 1912 | 0 / 7                 | Estável |
| 1913 | 0 / 7                 | Estável |
| 1914 | 0 / 7                 | Estável |
| 1917 | 0 / 7                 | Estável |
| 1919 | 0 / 7                 | Estável |
| 1920 | 0 / 7                 | Estável |
| 1922 | 0 / 7                 | Estável |
| 1925 | 0 / 7                 | Estável |
| 1928 | 0 / 7                 | Estável |
| 1929 | 0 / 7                 | Estável |
| 1931 | 0 / 7                 | Estável |
| 1934 | 0 / 7                 | Estável |
| 1935 | 0 / 7                 | Estável |
| 1939 | 0 / 7                 | Estável |
| 1940 | 0 / 7                 | Estável |
| 1943 | 1 / 7                 | 1       |
| 1944 | 1 / 7                 | Estável |
| 1947 | 1 / 7                 | Estável |
| 1950 | 1 / 7                 | Estável |
| 1951 | 1 / 7                 | Estável |
| 1953 | 0 / 7                 | 1       |
| 1954 | 0 / 7                 | Estável |
| 1955 | 0 / 7                 | Estável |
| 1958 | 0 / 7                 | Estável |
| 1959 | 2 / 7                 | 2       |
| 1961 | 2 / 7                 | Estável |
| 1962 | 2 / 7                 | Estável |
| 1963 | 2 / 7                 | Estável |
| 1965 | 2 / 7                 | Estável |
| 1966 | 2 / 7                 | Estável |
| 1967 | 2 / 7                 | Estável |
| 1969 | 2 / 7                 | Estável |
| 1971 | 2 / 7                 | Estável |
| 1973 | 2 / 7                 | Estável |
| 1975 | 2 / 7                 | Estável |
| 1977 | 2 / 7                 | Estável |
| 1979 | 2 / 7                 | Estável |
| 1982 | 2 / 7                 | Estável |
| 1983 | 2 / 7                 | Estável |
| 1984 | 2 / 7                 | Estável |
| 1986 | 2 / 7                 | Estável |
| 1987 | 2 / 7                 | Estável |
| 1989 | 2 / 7                 | Estável |
| 1991 | 2 / 7                 | Estável |
| 1993 | 2 / 7                 | Estável |
| 1995 | 2 / 7                 | Estável |
| 1998 | 2 / 7                 | Estável |
| 1999 | 2 / 7                 | Estável |
| 2000 | 2 / 7                 | Estável |
| 2002 | 2 / 7                 | Estável |
| 2003 | 2 / 7                 | Estável |
| 2006 | 2 / 7                 | Estável |
| 2007 | 2 / 7                 | Estável |
| 2008 | 2 / 7                 | Estável |
| 2009 | 2 / 7                 | Estável |
| 2010 | 2 / 7                 | Estável |
| 2011 | 2 / 7                 | Estável |
| 2015 | 2 / 7                 | Estável |
| 2017 | 2 / 7                 | Estável |
| 2018 | 2 / 7                 | Estável |
| 2019 | 2 / 7                 | Estável |
| 2023 | 2 / 7                 | Estável |

## Ver tambem
- Lista de membros do Conselho Federal suíço